# 王克俭
王克俭（1965年—），中华人民共和国外交官，曾任中华人民共和国驻阿拉伯叙利亚共和国特命全权大使和中华人民共和国驻黎巴嫩共和国特命全权大使。

## 生平
1989年，进入中华人民共和国外交部工作，先后在驻埃及大使馆、外交部西亚北非司任职。2003年，任驻沙特阿拉伯大使馆参赞。2008年，任驻埃及大使馆公使衔参赞。2011年，任外交部西亚北非司参赞，后升任副司长。2014年4月，出任中华人民共和国驻叙利亚大使。2016年8月，出任中华人民共和国驻黎巴嫩大使。2021年4月，自驻黎巴嫩大使离任。

## 荣誉

### 外国勋章奖章
- 卓越民事功绩勋章（叙利亚，2016年7月19日于大马士革颁发[3]）

## 家庭
已婚，有一女。